# 大鰭叫姑魚
大鰭叫姑魚為輻鰭魚綱鱸形目鱸亞目石首魚科的其中一種，分布印度西太平洋區，包括印度、斯里蘭卡、安達曼、孟加拉、泰國、緬甸、新加坡、馬來西亞等海域，棲息深度45-60公尺，體長可達25公分，棲息在沿海海域，屬肉食性，以多毛類、甲殼類為食，可做為食用魚。